# Stactobia smoli
Stactobia smoli is een schietmot uit de familie Hydroptilidae. De soort komt voor in het Oriëntaals gebied.